# John C. Brown (Politiker, 1844)

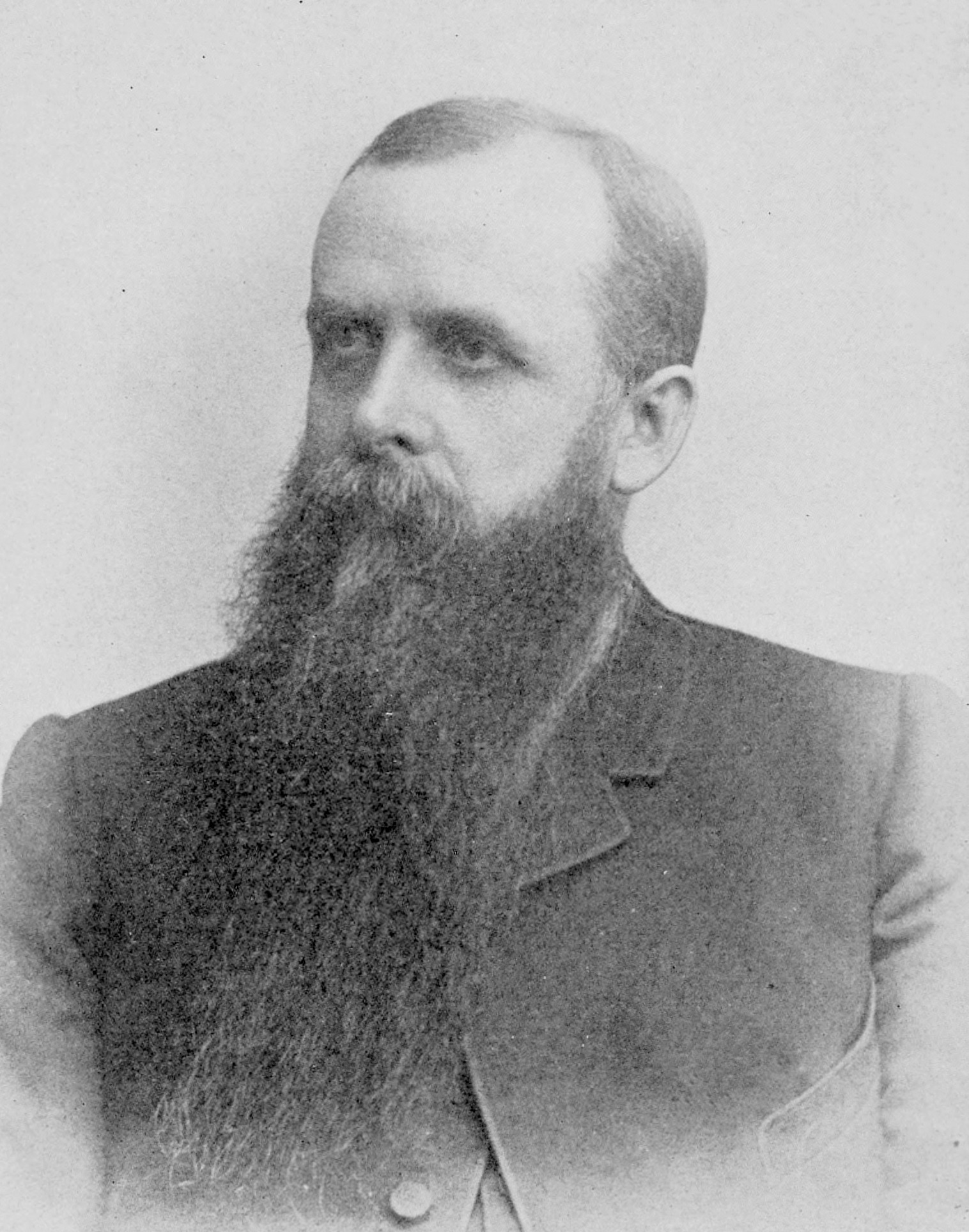
John C. Brown

John C. Brown (* 13. März 1844 im Jefferson County, Ohio; † 22. November 1900 in Columbus, Ohio) war ein US-amerikanischer Soldat und Politiker (Republikanische Partei). Er war von 1886 bis 1892 Treasurer of State von Ohio.

## Werdegang
John C. Brown wurde während der Wirtschaftskrise von 1837 im Jefferson County geboren und wuchs dort auf. Über seine Jugendjahre ist nichts bekannt.  Seine Kindheit war vom Mexikanisch-Amerikanischen Krieg überschattet. Als später der Bürgerkrieg ausbrach, verließ er die Schule. Er verpflichtete sich 1862 in der Kompanie E in der 52. Ohio Volunteer Infantry. Seine militärische Laufbahn endete, als er bei der Schlacht am Peachtree Creek verwundet wurde und am 19. Juli 1864 ein Bein verlor.
Nach dem Ende des Krieges ging er in Steubenville (Ohio) Geschäften nach. 1867 wurde er zum Treasurer im Jefferson County gewählt und 1869 wiedergewählt. Danach ging er wieder Privatgeschäften nach. 1875 wurde er erneut zum Treasurer im Jefferson County gewählt und 1877 wiedergewählt. Er war 1881 Präsident im Steubenville City Council.
Die Republikanische Partei nominierte ihn 1883 für das Amt des Treasurer of State von Ohio. Brown erlitt aber bei der folgenden Wahl eine Niederlage. Er wurde dann schließlich 1885 zum Treasurer of State von Ohio gewählt und 1887 sowie 1889 wiedergewählt. 1896 wurde er durch den Treasurer of State Samuel B. Campbell zum Kassierer in der Finanzbehörde ernannt.
Brown heiratete 1885 Malona Glover aus dem Jefferson County. Das Paar hatte einen Sohn und eine Tochter, welche beide ihn überlebten. Brown war ein Mitglied der Grand Army of the Republic und der First Methodist Episcopal Church. Er verstarb 1900 und wurde dann auf dem Green Lawn Cemetery in Columbus beigesetzt.